# La molinara
La molinara è una commedia per musica in tre atti del compositore Giovanni Paisiello su libretto di Giuseppe Palomba.
Ebbe il suo primo allestimento come L'amor contrastato al Teatro dei Fiorentini di Napoli nell'autunno del 1788. Il successo dell'opera fu subito felicissimo e, come avviene tutt'oggi, sia in Italia che nei paesi d'oltralpe fu rappresentata soprattutto sotto un titolo alternativo: La molinara.
Tra le opere più note di Paisiello, narra le vicende amorose di una bella molinara. Ancora più popolare è l'aria Nel cor più non mi sento presente nel 3° atto, che fu ripresa successivamente nel XIX secolo da altri compositori, come Ludwig van Beethoven (6 variazioni), che ebbe occasione di ascoltarla il 1795 al Burgtheater di Vienna, Niccolò Paganini (capriccio in sol maggiore) e il chitarrista Luigi Legnani (tema e variazioni):
brillar la gioventù;
cagion del mio tormento,
amor, sei colpa tu.
Mi pizzichi, mi stuzzichi,
mi pungichi, mi mastichi;
che cosa è questo ahimè?
Pietà, pietà, pietà!
Amore è un certo che,
che disperar mi fa.»

## Rappresentazioni in tempi moderni
La prima messa in scena del XX secolo e registrazione assoluta de La molinara si ebbe al Teatro di Corte del Palazzo Reale di Napoli nel 1959 con la direzione di Franco Caracciolo e l'esecuzione dell'Orchestra da Camera "Alessandro Scarlatti" con Graziella Sciutti e Sesto Bruscantini. 
Altre rappresentazioni si sono tenute nel 1962 a Firenze, nel 1987 a Palermo e nel 1996 e nel 2000 a Bologna; quest'ultima fu diretta da Ivor Bolton ed eseguita dall'Orchestra del Teatro Comunale di Bologna.